# 260P/McNaught
La comète McNaught 4, officiellement 260P/McNaught, est une comète périodique du système solaire, découverte le 20 mai 2005 par Robert H. McNaught.